# Бродовичи (Псковская область)
Бродовичи — деревня на юге центральной части Порховского района Псковской области. Входит в состав сельского поселения «Туготинская волость».
Расположена на реке Дубенке, притоке Узы в 32 км к юго-западу от города Порхов; в 16 км к югу от волостного центра Туготино.
Численность населения деревни по оценке на 2000 год составляла 162 жителя.
До 2005 года деревня входила в состав Луковищенской волости (с центром в д.Терептино), до 2010 года — в состав ныне также упразднённой Зареченской волости (с центром в д.Молочище).